# Astragalus tawilicus
Astragalus tawilicus är en ärtväxtart som beskrevs av C.C.Towns. Astragalus tawilicus ingår i släktet vedlar, och familjen ärtväxter. Inga underarter finns listade i Catalogue of Life.